# Divjakë
Divjakë, Divjaka – miasto w zachodniej Albanii, znajdujące się w okręgu Lushnjë w obwodzie Fier. Znajduje się w niej siedziba gminy.
Nazwa Divjakë pojawia się po raz pierwszy w dokumentach osmańskich z 1441 r., kiedy wieś o tej nazwie należała do Dhimitra Prespy, od 1450 stanowiła część Imperium Osmańskiego. Do 1912 w Divjakë działała szkoła grecka. Obecnie większość mieszkańców miasta stanowią wyznawcy prawosławia.
W odległości 5 km od Divjakë znajduje się jedna z największych i najatrakcyjniejszych turystycznie plaż Albanii. Leżąca w pobliżu miasta laguna Karavasta stanowi szczególną atrakcję turystyczną dla miłośników ptaków wodnych. Oprócz największej w Albanii kolonii pelikanów (Pelecanus crispus), w tym rejonie występuje 29 gatunków ptaków.